# Офіцери округу Триполі
Як і в Єрусалимському королівстві, Графство Триполі мало низку посад: сенешаль, констебль, маршал,  камергер і канцлер.
«Великими офіцерами графства Триполі» були:

## Сенешаль
- Раймонд (1117)
- Брюнель (1139–1143)

## Констебль
- Вільям Пітер (1106), можливо, просто маршал табору
- Вільям Реймонд (1106), можливо, просто маршал табору
- Роджер (1110–1117)
- Сільвій (1139)
- Реньє (1140–1143)
- Арнальд де Крест (1151–1155)
- Г'ю Сіне Кензу (1161–1164)
- Раймон де Гібеле (1181–1183)
- Одо Сент-Омер (1194)
- Жерар Хама (1198–1217)
- Іоанн (1217), також маршал (див. нижче)
- Фома Хамський (1227–1255)
- Вільям Фарабель (1277–1282)

## Маршал
- Фалькранд (1142–1145)
- Вільям де Люлен (1151)
- Н. де Монтепрасто (1163)
- Раймонд (1177–1179)
- Іоанн (1187–1217), також коннетабль (див. вище)
- Іван (1241–1278)

## Камергер
- Вальтер де Маргат (1137)
- Рейнальд (1139)
- Альберт (1143)

## Канцлер
- Понс (1126), також архидиякон святого Павла
- Йотрон (1139–1143)
- Петро (1142–1143)
- Альберік (1163)
- Матвій (1174–1187)
- Іоанн (1202), можливо, Іоанн Корбоніо, який був канцлером Антіохії за Богемонда IV